# استیو مارتینو
استیون مایکل مارتینو (زاده ۲۱ ژوئیه ۱۹۵۹) طراح و کارگردان فیلم آمریکایی است. او بیشتر به خاطر کارگردانی فیلم‌های بلو اسکای استودیو، هورتون صدایی می‌شنود (۲۰۰۸)، عصر یخبندان: رانش قاره‌ای (۲۰۱۲) و فیلم بادام زمینی‌ (۲۰۱۵) شناخته شده است.

## اوایل زندگی
مارتینو در دانشگاه ایالتی اوهایو تحصیل کرد و در رشته طراحی آموزش دید. پس از فارغ‌التحصیلی، سخنرانی پیشگام پویانمایی رایانه‌ای، چاک چوری، را شنید. مارتینو گفت: «کاملاً شگفت‌زده شدم. هیچ‌کس کاری را که او به ما نشان می‌داد، انجام نمی‌داد. من قبلاً چنین تصاویری را در هیچ جا ندیده بودم.» او به دانشگاه بازگشت و در سال ۱۹۸۹ مدرک کارشناسی ارشد خود را دریافت کرد، و در گروه تحقیقات گرافیک رایانه‌ای (که بعدها به مرکز محاسبات پیشرفته برای هنر و طراحی تغییر نام داد) که توسط چوری تأسیس شده بود، تحصیل کرد.

## فعالیت
پس از فارغ‌التحصیلی، مارتینو به لس آنجلس رفت و در زمینه پویانمایی و جلوه‌های بصری مشغول به کار شد. در سال ۲۰۰۱، او به بلو اسکای استودیو که در کنتیکت مستقر بود، پیوست. در این استودیو، او کارگردانی مشترک فیلم‌های پویانمایی هورتون صدایی می‌شنود (۲۰۰۸) و عصر یخبندان: رانش قاره‌ای (۲۰۱۲) را بر عهده داشت. همچنین، او کارگردان فیلم پویانمایی فیلم بادام زمینی (۲۰۱۵) بود که اقتباسی از کمیک استریپ بادام زمینی‌ها اثر چارلز ام. شولتس محسوب می‌شود.
در فوریه ۲۰۱۸، گزارش شد که مارتینو به همراه کارن دیشر کارگردانی یک فیلم پویانمایی موزیکال فانتزی با عنوان موقت فاستر را برای بلو اسکای استودیو بر عهده خواهند داشت. این فیلم در ابتدا قرار بود در ۵ مارس ۲۰۲۱ اکران شود. اما پس از خرید فاکس توسط دیزنی، این پروژه از برنامه اکران خارج شد. بلو اسکای استودیو نیز در سال ۲۰۲۱ تعطیل شد.
در نوامبر ۲۰۲۳، استودیوی وایلدبرین اعلام کرد که مارتینو کارگردانی یک فیلم پویانمایی از بادام زمینی‌ها را برای اپل تی‌وی پلاس بر عهده خواهد داشت.

## فیلم‌شناسی

### کارگردان

#### فیلم
- هورتون صدایی می‌شنود (۲۰۰۸)
- عصر یخبندان: رانش قاره‌ای (۲۰۱۲)
- فیلم بادام زمینی (۲۰۱۵)
- فیلم بدون عنوان بادام زمینی‌ها (اعلام خواهد شد)[۱۴]

#### فیلم کوتاه
- سقوط قاره‌ای اسکرات (۲۰۱۰)
- سقوط قاره‌ای اسکرات - پارت ۲ (۲۰۱۱)

### کارگردان هنری

#### فیلم
- ربات‌ها (۲۰۰۵)

#### فیلم‌های کوتاه
- دیوانه شده است (۲۰۰۲)
- جهان اکتشاف (۱۹۹۰) (طراح عنوان اصلی)

### دیگر نقش‌ها
- عصر یخبندان: ذوب (۲۰۰۶) (مشاور پیش‌تولید)
- جاسوسان نامحسوس (۲۰۱۹) (تیم نوآوری ارشد)
- نیمونا (۲۰۲۳) (تشکر ویژه)

## بازخورد انتقادی
| فیلم                            | راتن تومیتوز | متاکریتیک |
| ------------------------------- | ------------ | --------- |
| هورتون صدایی می‌شنود (۲۰۰۸)      | ۷۶٪          | ۷۱        |
| عصر یخبندان: رانش قاره‌ای (۲۰۱۲) | ۳۷٪          | ۴۹٪       |
| فیلم بادام زمینی (۲۰۱۵)         | ۸۷٪          | ۶۷٪       |